# Roberto Saviano
Roberto Saviano (Napels, 22 september 1979) is een Italiaanse journalist en publicist.
In zijn boek Gomorra combineert hij het journalistieke verslag met literatuur en vertelt hij over de economische heerschappij van de Camorra, de Napolitaanse maffia. Ook zijn essays en artikelen gaan over de Camorra en de georganiseerde misdaad in het algemeen.
Saviano heeft filosofie gestudeerd aan de Universiteit van Napels Federico II. Hij maakt deel uit van de groep onderzoekers van het Osservatorio sulla Camorra en werkt voor het weekblad l'Espresso. Zijn verhalen en reportages verschenen onder meer in Nuovi Argomenti, Lo Straniero en Nazione Indiana.
In 2006 ontving hij voor zijn boek Gomorra, dat inmiddels in twintig talen is vertaald, de Premio Viareggio, de Premio Giancarlo Siani en de Premio Stephen Dedalus. Het boek werd in korte tijd een hype in Italië. Saviano ontving als gevolg hiervan dreigbrieven en zwijgende telefoontjes en was uiteindelijk gedwongen onder te duiken en het leven van een voortvluchtige te leven.
Bekende schrijvers als Umberto Eco en Massimo Carlotto riepen op tot bescherming van Saviano. De minister van Binnenlandse Zaken, Giuliano Amato, gaf hieraan gehoor, zodat Saviano sinds 2006 permanent door de politie bewaakt wordt.
In 2011 won hij de Olof Palme-prijs.
In juli 2018 werd bekend dat de Italiaanse minister van Binnenlandse Zaken Matteo Salvini aangifte heeft gedaan van smaad en laster en Saviano hiervoor vervolgd zal worden. De auteur uit geregeld via social media zijn ongenoegen over de Italiaanse regering en de politieke partij Lega Nord waarvan Salvini tevens de partijleider is. In november 2022 moest Saviano opnieuw voor de rechter verschijnen wegens uitspraken uit 2018 jegens Salvini en Giorgia Meloni. Sinds oktober 2022 zijn deze respectievelijk vicepremier en premier van Italië.

## Nederland
Nadat hij Nederland al eens had gewaarschuwd voor leden van de Italiaanse maffia op zijn grondgebied, noemde Saviano in een essay op 1 augustus 2021 Nederland "een van de misdadigste landen van Europa". Het is een belastingparadijs voor multinationals uit de hele wereld, waar bovendien de financiële systemen zich lenen voor het witwassen van criminele winsten. Om die reden stelde hij het land medeverantwoordelijk voor de moorden op Derk Wiersum en Peter R. de Vries. "De mocro-maffia is een oppermachtige organisatie actief in België en Nederland, met een etnische, Marokkaanse basisstructuur, maar ook met leden uit Congo, Suriname, de Balkan en Nederland. (...) De mocro-maffia is van een onbenullige straatdealorganisatie veranderd in een financiële holding, doordat Nederland een paradijs is voor narcogeld. (...) Deze werelden, die jullie vaak van de hand wijzen als extern, buitenlands, vormen enkel het operatieve segment van een confederatie van volledig Nederlandse belangen. Deze hele criminele massa staat in wezen ten dienste van het Nederlandse financiële systeem, want in neutrale vorm levert het Nederlandse financiële systeem geen enkele economische doorstroming meer op. (...) Ik noem de oude echte pirateneilanden Aruba, Curaçao en Sint Maarten, altijd al verzamelen jullie het narcogeld (en natuurlijk niet alleen dat) dat rechtstreeks op jullie banken wordt gestort. En aangezien de ‘Nederlandse’ eilanden altijd al schatkisten van de onderwereld zijn, was het voor onderzoekers al in 1997 bekend nieuws dat er op Aruba door aan Russische misdaadorganisaties gelieerde vennootschappen 14 banken waren opgericht, dat tegoeden en transacties op de Nederlandse Antillen niet worden gecontroleerd en daardoor altijd het slechtste geld van de kartels in Amsterdam belandt."